# Alias Gardelito
Alias Gardelito és una pel·lícula argentina en blanc i negre, dirigida pel xilè Lautaro Murúa, i interpretada per Alberto Argibay i Walter Vidarte. Estrenada el 30 d'agost de 1961. Còndor de Plata com a millor pel·lícula de 1962.

## Argument
El protagonista, Toribio Torres, àlies "Gardelito" (Alberto Argibay) és un lladre d'estar per casa en un món de pobresa, que somia a emular al seu màxim ídol, el cantant de tango Carlos Gardel. Arrossegant-se entre els dos mons, el món de la música comercial i el del delicte, "Gardelito" acabarà anant al desastre.

## Repartiment
1. Alberto Argibay (Toribio Torres, àlies "Gardelito")
2. Walter Vidarte (Picayo)
3. Tonia Carrero (Pilar)
4. Lautaro Murúa (Enginyer)
5. Nora Palmer (Margot)
6. Raúl Parini (Feasini)
7. Virgínia Lago (Veïna de Toribio)
8. Raúl del Valle (Julián)
9. Orlando Sacha (Leoncio)
10. Nelly Tesolín (Dona ena la boutique)
11. Héctor Pellegrini
12. Alberto Follino
13. Alberto Barcel
14. Cacho Espíndola
15. Carmen Giménez (Tia)
16. Saúl Jarlip
17. Rafael Diserio
18. Emilio Federico
19. Patricio Ferré

## Premis
- Premis Còndor de Plata (1962): millor pel·lícula